# Joseph Émile Tarlier
Joseph Émile Tarlier, né le 6 juin 1825 à Montpellier et mort le 2 mars 1902 à Bourges, est un architecte diocésain. Il a été l'élève de Simon-Claude Constant-Dufeux.

## Biographie
Joseph Émile Tarlier naît le 6 juin 1825 à Montpellier dans le département de l'Hérault (département). Il a eu un fils nommé Henry.
Il est l'élève de Simon-Claude Constant-Dufeux à l'école des beaux-arts.
Durant sa vie, il fut nommé inspecteur des édifices diocésains de Bourges du 31 décembre 1852 jusqu'en 1892. Par après, il devient inspecteur des travaux des Monuments historiques.
Il a dessiné les plans de la Basilique du Vœu national de Quito en Équateur ainsi que les églises de Nançay, Nohant-en-Goût,. Il restaura le château de Billeron à Lugny-Champagne en y construisant une chapelle de style néogothique en 1895, ainsi que l'hôtel du baron de Vauzelas à Orléans. En 1853, il créa les plans de l'église paroissiale Saint-Amand de Dun-sur-Auron.

## Œuvres
- Église paroissiale Saint-Amand (1853)[10]
- Restauration du château de Billeron à Lugny-Champagne (1895)[9]
- Basilique du Vœu national de Quito, capitale de l'Équateur[7]
- Restauration des châteaux de la Brosse, des Brassins, de Cénevières-sur-Lot, Isle-sur-Arnou[Où ?], de Nançay, Veaugues[11]
- Restauration de l'hôtel du baron de Vauzelas et de Vichy[11]

## Distinction
- Chevalier de la Légion d'honneur (11 janvier 1919)[4]
- Officier de l'ordre des Palmes académiques (1887)[5]
- Chevalier de l'ordre de Saint-Grégoire-le-Grand[5]